# 火星17
火星17（かせい17、朝鮮語表記:화성 17、Hwasong-17、ファソン17）は、朝鮮民主主義人民共和国が開発した大陸間弾道ミサイル（ICBM）である。

## 沿革
2020年10月10日にその実態を初公開。朝鮮労働党建党記念日の軍事パレードにおいて、その実態が初公開された。
大きさは全長23 m、直径は2-3 mだと推定されている。
射程について、北朝鮮政府は米国の全土を射程内に収めると主張している。初の打ち上げは2022年3月24日。
射程は15,000 km以上と言われており、韓国からは怪物・モンスターと呼ばれている。

## 設計
火星17は、大型の22輪の輸送起立発射機（TEL）によって輸送・発射される。その射程は、アメリカ合衆国全土を射程に収める能力があると推定されている。日本の浜田靖一防衛大臣は、十分に軽い弾頭を搭載した場合、火星17の運用範囲を15,000 km以上と見積もった。カーネギー国際平和基金のアンキット・パンダは、成功した11月のミサイル実験が、上空ではなく米国に向けて発射されていれば、米国本土のどこにでも容易に到達する可能性があることに同意した。
同時期に開発されたローンチ・ヴィークルである千里馬1型は、1段目エンジンが火星17のエンジンの派生型とみられており、一部の部品を火星17と共用していると指摘されている。

## 歴史

### 年表
- 2022年2月26日 - 最初の発射実験開始。しかしこれを北朝鮮は公表しなかった。
- 2022年3月24日 - プロトタイプ発射。
- 2022年3月26日 - 2度めの発射。しかしこれは失敗に終わった。
- 2023年2月8日 - 建軍記念日の軍事パレードに登場。公開された映像では10基が確認された[9]。
- 2023年3月16日  - 火星17の発射を行ったことを発表。複数の角度からの発射風景、上空で分離したあと宇宙空間に達した後に撮影した地球の写真の映像も公開した[10]。
- 2023年7月27日 - 朝鮮戦争休戦協定締結70年に合わせた軍事パレードに火星18とともに登場した[11]。